# 자기노출
자기노출(self-disclosure) 혹은 자아노출, 자기개방은 자신의 정보에 대하여 타인에게 노출하는 방식의 의사소통 과정이다. 정보는 묘사하거나 평가하는 것일 수 있다. 사고, 감정, 포부, 목적, 실패, 성공, 두려움, 꿈뿐만 아니라 호불호나 가장 좋아하는 것 등도 포함된다.
사회적 침투 이론(Social penetration theory)은 넓이(breadth)와 깊이(depth) 두 차원이 있다고 상정한다. 모두 완전히 친밀해지는 관계에 있어 중요하다. 두 사람이 논의하는 화제의 범위는 노출의 넓이이다. 나타난 정보가 은밀하거나 개인적인 것의 정도는 노출의 깊이이다. 더욱 접촉할 수 있는 특성 때문에 어느 한 관계에서 넓이를 먼저 확장하는 것은 더욱 쉽다. 그것은 직업이나 선호와 같이, 성격(personality)과 일상생활의 외층(outer layer)을 구성한다. 깊이는 더욱 도달하기 어려우며, 타인과 공유하기 주저하는 고통스러운 기억이나 일상적이지 않은 특성을 포함하고 있다. 사람은 자신의 배우자나 사랑하는 사람에게 가장 깊은 곳으로부터 자신을 드러내고 가장 광범위한 범위의 화제를 논의한다.
자기노출은 친밀성(intimacy)에 있어 중요한 구성요소이다. 자기노출 없이는 친밀성을 달성할 수 없다. 상호적이고 적절한 자기노출은 바람직하다. 자기노출은 비용 및 보상 분석(analysis of cost and rewards)으로 평가할 수 있다. 이는 사회 교환 이론(social exchange theory)으로 더욱 상세히 설명할 수 있다. 대부분의 자기노출은 관계 발달 초기에 발생하지만, 더욱 친밀한 자기노출은 나중에 발생한다.

## 친밀관계에서의 자기노출

### 사회 침투 이론
사회 침투 이론(Social penetration theory)에서는 관계의 발달이 의사소통의 체계적 변화와 밀접한 연관이 있다고 한다. 보통 관계는 피상적 정보의 교환에서 시작되어 점차 의미있는 대화로 옮겨간다. 더 친밀한 관계를 발달시키기 위해서는, 대화 당사자가 대화의 넓이와 깊이를 발전시켜야 한다. 넓이는 두 사람이 논의하는 화제의 다양성을 말하고, 깊이는 화제의 개인적인 유의미성을 의미한다.
알트만(Altman)과 테일러(Taylor)는 이 이론을 설명하기 위하여 ‘쐐기(wedge)’를 사용한다. 이 사례에서, 관계의 시작은 약간의 주제만이 논의되기 때문에 좁고 얄팍한 쐐기를 사용한다. 그러나 관계가 진행되면서 쐐기는 더 넓고 깊어야 한다. 여기에는 개인적인 유의미성을 갖는 주제가 더 들어간다. 쐐기는 세 가지 ‘층(layer)’을 통과하여야 친밀성을 발달시킬 수 있다. 제1층은 화자의 개인적인 정보가 약간 들어간 피상적인 농담(small talk)이다. 제2층은 넓이와 깊이가 더하고 더욱 개인적인 세부사항이 추가된 친밀한 것이다. 제3층은 매우 친밀한 단계로, 지극히 은밀하고 사적인 정보를 공유한다.
이러한 관계들에서의 친밀함은 관련된 개인마다 서로 개방(disclosure)을 주고 받을 때만이 발달시킬 수 있다. 반대로 한쪽만이 개방하고 다른 한쪽은 피상적인 정보만을 노출시킬 때 친밀감은 발달되지 않는다. 호혜(reciprocity)는 점진적이고 타인의 노출에 대한 친밀성과 부합되어야 한다. 너무 빠르고 개인적인 개방은 불편함을 줄 수 있는 관계 불균형을 창출한다. 점진적인 과정은 관계마다 다양하며 의사소통하고 있는 특정 상대편에 좌우될 수 있다.

### 호혜성과 친밀감
호혜성(reciprocity)은 정보를 함께 공유하는 사람에 대한 긍정적인 반응을 말한다. 이를 통해 개방을 받아들인 사람은 화답으로 자기노출을 한다. 자기노출은 두 사람이 다시 상호작용하고자 하는지에 영향을 준다. 연구는 한 사람이 자기노출을 하면 다른 사람은 자기노출을 더 하고자 한다고 보여왔다. 처음에, 이 과정은 한 쪽이 다른 쪽에게 개인적 정보를 노출함으로써 시작된다. 그 반향으로, 다른 쪽은 무언가를 노출할 것이고, 그렇게 행동하여 최초의 노출 내용에 대한 반응이 되도록 한다. 그러면서도 노출된 것에 대한 이해와 확인(validation)의 정도를 전달하기도 한다.
연구는 스스로 자기노출 수준이 높다고 생각하는 사람은 상호작용하는 사람들로부터 더 많은 자기노출을 더 끌어낼 능력이 좋을 가능성이 있다. 세 가지 이론은 호혜성에 대하여 설명한다. 사회 유혹-신뢰 가설(social attraction-trust hypothesis), 사회 교환 이론(social exchange theory), 호혜성의 기준(norm of reciprocity)이다. 사회 유혹-신뢰 가설은 사람은 다른 사람에게 자기노출을 하는 이유는, 사람은 자신에게 자기노출하는 사람이 자신을 좋아한다고 생각하기 때문이다. 사회 교환 이론은 자기노출에서의 동등성을 유지하려고 하는데, 이는 자기노출의 불균등은 자신들을 불편하게 만든다고 생각하기 때문이다. 호혜성의 기준은 자기노출을 호혜적으로 나누는 것은 사회적 기준(social norm)이며, 이를 위반하는 것은 불편하게 만든다고 주장한다.
호혜성에는 교차 호혜성(turn-taking reciprocity)과 지연 호혜성(extended reciprocity) 두 가지 유형이 있다. 교차 호혜성은 상대가 즉시 서로를 자기노출하는 것이다. 지연 호혜성은 자기노출이 어느 정도 시간을 가지고 이뤄지는 것을 말하는데, 이때는 한쪽이 자기 노출을 하고 다른 한쪽은 그저 듣기만 한다. 교차 호혜성 상황의 당사자들은 지연 호혜성 상황의 당사자들보다 상호작용하는 상대편을 더 좋아하는 경향을 보인다. 또한 교차 호혜성은 서로 더 가깝게 느끼고 비슷하다고 느끼며, 지연 확장성의 당사자들보다 상대에 대하여 더 흥미를 느낀다. 이는 사회적 매력-신뢰 가설을 통해 설명이 가능하다. 상대가 자신의 사적인 정보를 노출하기 때문에 상대가 자신을 좋아하고 신뢰한다고 느끼기 때문이다. 지연 호혜성의 당사자들은 좋아함의 정도가 낮은 이유에 대하여 해명할 수 있는 사회 교환 이론과 호혜성의 기준으로 설명할 수 있다. 지연 호혜성은 호혜적 노출을 제한하기 때문에, 자기노출의 불균형을 야기한다. 이러한 불균형은 두 이론 모두를 거스르는 것이다. 그것은 사람들이 자신은 상대방보다 더 많이 자기노출을 하고 있다고 흔히 말한다는 것이다. 이는 인지 상대 호혜성(perceived partner reciprocity)라고 한다. 이는 관계 발전에서 자기노출 과정에 결정적이다.
친밀함에 있어 중요 요소는 자기노출과 상대방의 호응성(partner responsiveness) 두 가지이다. 화자가 개인적 정보를 노출할 때 상대편 역시 관련된 사적인 것을 노출하는 것이 극히 중요하다. 또한 청자가 화자가 노출하고 있는 것이 무엇인지 이해하고 승인하고 관심을 보이는 것도 중요하다. 화자가 청자에게 수용되지 못하고 있다고 느낀다면, 화자는 더 이상 자신에 대해 노출하지 않게 된다. 이는 친밀성의 발전을 막는다. 감정을 드러내는 것(감정적 노출, emotional disclosure)은 단순 사실을 노출하는 것(사실적 노출, factual disclosure)보다 더 친밀성을 키우는 것으로 보인다. 사실적 노출은, 예를 들어 ‘나는 남편과 이혼했다’라고 말했을 때, 이는 자기 자신에 대한 사실과 정보를 드러내는 것에 불과하다. 반면 ‘이혼이 너무 고통스러워서 다시는 사랑을 신뢰하는 것이 어려울 것이다’라고 말하는 것은, 자신의 느낌, 생각, 판단을 드러내는 감정적 노출인 것이다. 청자가 자기노출을 하는 이의 자아관(self-view)에 대하여 확인하고 지지해 주도록 하기 때문에, 감정적 노출은 친밀성을 높일 수 있다. 비개인적인 사실을 공유하는 것에서 개인적인 사실을 공유하는 것으로 전환하는 것은 친밀한 관계를 구축하는데 있어 중요하다. 자기노출을 할만큼 편안함을 느끼기 위해서는 수용되고 있다는 느낌을 받아야 한다. 수용이 없다면 한쪽 파트너는 철수할 것이며 관계에서 개인적인 사실을 드러내지 못할 것이다. 우리 자신을 공유한다는 것도 상상의 세계를 벗어나 우리가 살고 있는 세계의 현실을 직시하게 한다. 우리는 자신이 좋아하고 자신과 같다고 느끼는 이들에게 자기 자신을 공유하는 것이 가장 편안함을 느낀다. 또한 자기 자신을 친밀감을 가지고 소개하는 사람은 자기노출과 수용자와의 친밀감을 사용하는 경우가 많다. 따라서 자기노출은 친밀감을 키운다. 때문에 우리는 자기자신을 상당 부분 드러내면서 배우자나 연인과 가장 폭넓은 화제를 논의하는 것이다.
우리는 자신의 자기노출이 파트너보다 높다고 느끼기도 하지만, 이는 좋지 못한 감정을 야기한다. 다른 이들이 얼마나 자기노출을 하는지를 정확하게 판단하기는 어렵다.

### 호혜성의 개인차

#### 자기감시
스나이더(Snyder)의 1974년 연구에 의하면, 자기감시(self-monitoring)는 자기표현(self-expression)과 자기제시(self-presentation)의 개인 선호도에 있어서의 성격 차이를 말한다. 자기감시란 사람이 상황을 판단하고 그에 적절하게 행동하는 감응(impression) 관리의 한 형태이다. 자기감시는 하나의 반복적인 척도로 측정되지만, 연구자는 높은 자기감시(high self-monitor) 낮은 자기감시(low self-monitor) 두 집단으로 분류한다. 높은 자기감시 집단은 상황을 보다 면밀하게 판단하고 자신의 행동을 그에 맞춰, 시나리오 속 타인과 ‘맞추’고자 한다. 높은 자기감시 집단은 더욱 친밀하고 외향적인 방식으로 행동하여 동료들의 호감을 사고자 한다. 낮은 자기감시 집단은 이렇게 하지 않으며, 공적인 자리에서 행동할 때에도 자신의 감정과 생각을 따르는 경향이 있다.  일반적으로 높은 자기감시 집단은 사회적 단서(social cue)를 보다 잘 포착하기 때문에 파트너가 노출하는 친밀감 정도를 파악하는데 보다 능숙하다. 사회적 단서를 포착함으로써 높은 자기감시 집단은 자기노출에 있어 똑같은 수준으로 대응하는 경향이 있다.
높은 자기감시 집단은 이러한 단서를 쉽게 파악할 수 있고 자신만의 자기노출로 대응해야 함을 알기 때문에, 이를 호혜성(reciprocity)의 기준이라 할 수 있다. 또한 사회 교환 이론(social exchange theory)으로도 설명할 수 있다. 연구에 의하면, 낮은 자기감시 집단은 친밀한 사항들을 노출하지 않기 때문에 대화의 균형이 동등하지 않으므로, 높은 자기감시 집단이 낮은 자기감시 집단과 어울릴 때 더욱 불편함을 느낀다. 또한 높은 자기감시 집단은 대화의 ‘속도조절자(pace-setter)’로 보이며 대화를 주도하고 대화의 흐름을 유지한다.

#### 기분
긍정적인 기분을 가진 이들이 부정적인 기분을 가진 이들에 비해 더욱 친숙하게 자기노출을 하는 것으로 밝혀졌다. 행복한 사람이 보다 낙천적이고 자신감 있는 방식으로 행동하게 해 주는 긍정적인 정보에 접촉하는 경향이 보다 크다는 정보 효과 때문인 것으로 보인다. 불행한 사람들은 조심스럽고 비관적이며 절제된 소통의 가능성을 늘리는 부정적인 정보에 접촉하는 경향이 보다 크다.
또한 처리 효과(processing effect), 특히 동화 효과(assimilation effect)와 순응 효과(accommodation effect) 때문일 수도 있다. 동화 효과는 개인의 어느 한 상황에서의 자신의 행동을 이끌 사전적 지식에 좌우되며, 순응 효과는 정보를 구체화하기 위하여 어느 한 상황에 대한 주의 깊은 감시와 보다 큰 집중력 발휘에 좌우된다. 동화 절차는 안전하고 반복되는 상황에 이상적인 반면, 순응 절차는 문제 상황에 적절하다. 행복한 사람(happy people)은 동화 절차를 사용하는 경향이 있는데, 이는 보다 대담하고 직접적인 자기노출을 이끌어 낸다. 반면 불행한 사람(unhappy people)은 순응 절차를 사용하는데, 이는 자기노출에 보다 신중하게 한다. 불행한 사람에 대한 순응 효과는 호혜성을 증가시키는데, 이런 사람들은 자신의 파트너로부터 노출 수준을 맞추지만 그 이상으로 넘어가지 않기 때문이다.
그러나 압박을 받거나 불안하거나 두려워하는(이는 부정적인 기분 상태로 분류됨) 상태 역시 자기노출을 가속화할 수 있다고도 얘기될 수 있다. 예외는 고독(loneliness)인데, 고독한 사람들은 자기노출의 비율을 줄이는 경향을 보이기 때문이다.

#### 성별
어느 한 성별이 더 손쉽게 자신을 공유할 수 있다는 것은 사회심리학에서 뜨거운 논쟁거리이지만, 성역할 정체성은 한 사람이 다른 사람에게 자신을 드러내는 것에 있어서는 큰 역할을 한다. 중성적인 특성을 지닌 사람들은 남성과 여성이 하는 것보다도 여러 맥락 속에서 더욱 친숙하게 자신을 노출시킨다.
자기노출의 성별차에 대한 연구는 혼재되어 있다. 여성은 관계를 심화하기 위하여 자기노출을 하는 반면 남성은 자신의 통제력과 취약성에 비례하여 자기노출을 한다. 남성은 이성 관계에서 주도적으로 더 자신을 드러낸다. 여성은 남성에 비하여 동성 친구와의 친밀한 소통에 보다 더 방점을 두는 경향이 있다.
관계 속에서 자기노출의 가능성에 기여하는 다른 요소들도 있다. 자존감이 높은 사람은 자신을 더 드러내며, 자존감이 낮은 사람도 그렇지만 이들의 자존감은 상대방의 자기노출에 의해 상승된다. 남성에게서 자기노출과 자신의 아내로부터 감지하는 자기노출의 수준은 자존감과 정적으로 관련이 있다. 남성과 여성 모두에게 있어, 관계의 상태와 그것에 관련된 감정은 각 배우자가 스스로를 얼마나 많이 드러내느냐에 기여하는 주요 요인이다. 남편과 아내는 만족, 사랑, 전념 비율로 자기노출의 수준을 지적할 뿐만 아니라, 자신의 배우자의 자기노출에 대한 인지로도 자기노출의 수준을 지적한다.

#### 기타 개인차
수줍음을 타면 자기노출 정도가 줄어든다. 남성 중 거친 성격 혹은 그렇게 보이는 남성은 스스로를 덜 노출하고 표현하는 것도 더 적다.
자기노출의 동기 역시 중요하다. 개인이 특정 이익을 얻고자 특정 방식으로 스스로를 표현하는가? 자기노출은 이상적인 자아의 개인적인 느낌과 맞는가? 우리는 우리의 자기개념에 들어맞다고 느끼는 방식으로 우리를 표현하고, 우리가 자신에 대해 타인에게 말하는 것은 사실 우리가 현재 존재하는 방식이 되기도 한다.

#### 성적 자기노출
성적인 측면의 자기노출은 자신이 타인, 흔히 자신의 성적 파트너를 성적으로 선호하는 방식을 드러내는 행동이다. 이는 두 사람 간의 이해 정도가 깊어지게 하고 자기노출의 결과로서 친밀함이 더 많아지게 된다. 이처럼 상호 관계에 대한 만족은 성적 자기노출과 연관되어 있다는 것이 밝혀졌다. 남성에게 있어 높은 성적 자기노출은 상호 관계에 대한 만족도가 높다는 것을 의미하지만, 여성에게는 반드시 그렇지 않다는 것이 밝혀졌다. 그러나 성적 만족도는 남성과 여성 모두에게 있어 높은 성적 자기노출과 연관된다. 게다가 더욱 성적으로 표현하는 사람들은 성기능 부전일 가능성이 더 낮다는 것으로 밝혀졌다.

#### 결혼 생활과 자기노출
자기노출은 관계 유지의 한 방식으로 배우자가 관계에서 만족감을 유지하는 것을 목적으로 한다. 배우자는 의사소통 체계를 공유하고 상호 관계에 대하여 상당히 만족스러워하는데 매우 도움된다고 밝혀진 체계를 구축하는데 있어 중요한 부분이 바로 자기노출이다. 사회침투척도(Social Penetration Scale)에서 중요한 긍정적인 관계는 관계 만족의 다양한 척도와 배우자의 자기노출 수준 사이에 있다는 것이 발견되어 왔다. 게다가 애정과 지지는 결혼을 통하여 가장 의미있는 방식으로 대부분에게 제공된다. 다양한 연구자들이 수행한 조사에서는 궁극적인 친밀감으로서 사람들이 결혼을 꼽는다는 것을 보여줘 왔다. 기혼자들은 다른 관계에서 타인의 자기노출에 반응해야 한다는 의무감을 느끼는 것보다 더 상대 배우자의 자기노출에 대하여 반응해야 한다는 식으로 책임감을 느낀다.
로랑소(Jean-Philippe Laurenceau) 등의 연구에 의하면, 일상의 상호작용에서 부부가 자기노출에 관한 기록을 일기처럼 매일 하는 것에 따라 배우자에 대한 만족도가 다르다는 것을 발견하였다. 이러한 연구 결과는 자기노출 과정에서 능동적인 노출이 관계의 친밀도를 높여주는 유일한 요소는 아닐 것이라는 것을 보여준다. 남편의 친밀도는 자기노출을 통하여 가장 강력하게 예측할 수 있는 반면, 아내의 남편에 대한 친밀감은 자기노출에 대한 반응을 인지하는 것이 자기노출 자체보다 더욱 강력한 친밀도 예측 요소가 되는 것으로 밝혀졌다. 다른 연구에서는 아내가 남편의 자기노출을 인지하는 것이 부부가 얼마나 오래 함께 같이 할지를 예측하게 하는 강력한 요소가 된다고 밝혔다. 남편이 잘 공유하지 않는다고 생각하는 아내들은 금방 관계가 깨질 수 있다. 이러한 발견은 관계 연구(relationship study)에서 긍정적 환상(Positive illusions)이라는 개념과도 연결된다. 남편에게 있어 능동적인 자기노출 행동은 아내와의 친밀감을 보다 잘 보여주는 요소가 된다. 반면, 아내는 남편이 자신의 자기노출에 대한 반응으로부터 이해받고 가치를 인정받는 느낌을 더욱 중시한다고 보이며, 결혼 생활에서 느끼는 친밀감에 관한 요소로서 더욱 중요하다.
이러한 발견과 관련하여, 전반적인 결혼 생활 만족도가 가장 높은 남편들은 가장 높은 일상의 친밀감 정도를 보였다. 마찬가지로 전반적인 결혼 생활 만족도가 가장 높은 아내들도 일상의 친밀감에서 더 높은 수준을 보였다. 친밀도가 더 높은 이들일수록 결혼 생활 만족도가 더 큰 것으로 보였다. 게다가 요구-후퇴 의사소통(demand-withdraw communication) 정도가 높은 부부는 평균적인 일상 친밀감이 더 낮았다. 이는 한 사람의 전반적인 결혼 만족도와 관계에서의 친밀감 정도의 관계를 보여주지만, 현재까지의 연구를 통하여서는 인과 관계를 증명할 수 없다. 자존감(self-esteem) 역시 만족도를 예측하는 요소로 밝혀졌다. 높은 자존감과 높은 자기노출 정도를 보이는 부부가 관계에 있어 가장 만족스러운 정도를 보였다.
최근 연구에 의하면, 불쾌한 감정을 더 드러낼수록 결혼 만족도는 그만큼 떨어지며, 배우자에 대한 애착이 덜한 느낌이 자기노출의 감소를 촉진하는 만큼 관계가 긴장되자마자 자기노출은 영향을 받는다. 마찬가지로 친밀감이 덜하면 부부간 부정적인 노출이 더 많이 나타나게 된다. 그러나 톨스테트(Betsy E. Tolstedt)와 스토크스(Joseph P. Stokes)의 1984년 연구에서는 관계의 친밀도가 감소하는 만큼 자기노출의 깊이는 사실 증가한다는 것으로 드러났다. 자기노출 폭의 감소가 친밀감 감소와 병행하는 것은 원래 예측되었던 것인 바, 사실 부부의 자기노출 정도는 보다 깊어지는 것이다. 이러한 결과가 발생하는 것은 긴장된 관계가 의사소통의 화제(폭)을 제한하게 하지만 또한 친밀한 주제, 즉 부정적인 주제를 깊이 논의하는 것을 더 적극적으로 한다고 추측된다. 따라서 더욱 깊이 공유하지만, 동시에 그것은 대부분 부정적인 측면을 조명하는 것이다. 따라서 연구자들은 긍정적인 관계가 부정적으로 영향을 받을 것을 두려워하기 때문에 사실 가장 만족스러운 관계에서는 매우 사적인 사실들을 드러내는 것을 피할 것이라고 본다.
시간이 지나면서 결혼 생활에서의 자기노출은 감소하며, 그 시간은 대략 부부가 40대에 이를 즈음인 것으로 밝혀졌다. 이 단계에서는 부부가 서로를 잘 알고 이전에 의사소통해 온 것에 매우 만족하기 때문으로 보인다.

#### 자기노출의 절차와 단계
사람들은 처음에는 감정보다는 사실을 드러내며, 대부분 관계 초기에는 긍정적인 정보를 노출한다. 일부에서는 자기노출과 배우자 각각의 반응은 부부간의 친밀감으로 이어지며 이러한 교환은 부부가 관계에 대하여 전반적이고 긍정적으로 평가하는 것으로 축적된다고 본다. 이에 동의하여, 연구들은 일상 상호작용의 자기보고(self-report)에서 높은 친밀도를 보이는 부부일수록 결혼생활에서 작동하는 전반적인 관계 역시 증가한다고 보고한 이들이기도 하였다는 것을 보여준다. 게다가 다양한 방식으로 특히 관계의 시작 지점에서 반응도나 사랑 등 관계의 여러 요소와 관계되는 만큼, 어느 한 관계에서의 자기노출의 중요도는 시간이 지나면서 바뀔 수 있다.

### 집단 규모의 효과
자기노출은 또한 집단의 규모가 늘면 바뀐다. 집단이 클수록 사람들은 자기노출을 덜한다. 연구에 의하면 개인은 2명 이상 규모 집단보다 2명 규모 집단에서 더욱 자기노출을 하려 하며, 4명 규모 집단보다 3명 규모 집단에서 더 자기노출을 하려 한다. 사람은 두 명이 짝지은 곳에서 그보다 더 큰 집단보다 자기노출을 더 하는 만큼, 실질적인 자기노출은 자기노출을 기꺼이 하려는 마음을 모방한다. 또한 집단 규모에 따라 자기노출의 젠더 차이도 있다. 남성은 두 명이 짝지어 있을 때에 억제되는 느낌을 더 받고 상대방으로부터 오는 자기노출의 친밀감을 맞추며, 더 많은 정보를 제공하지는 않는다. 반면 여성은 두 명 이상의 집단에서 더 억제감을 느끼며 두 명일 때에 더욱 사적인 정보를 노출한다.

### 환경의 효과
환경은 자기노출의 한 요소이다. 환경은 더 깊은 정도로 개인적 정보 노출을 결정하는 것을 인도하는 잠재력이 있다. 알트만(Altman)에 의하면, 앉기 불편하고 시끄러운 패스트푸드점에서보다 조용하고 어두운 레스토랑에서 자기노출할 가능성이 더 높다. 어두운 조명을 강조하는 것은 어두운 환경이 더욱 친밀한 것으로 평가된다는 것을 보여준다. 환경은 또한 개인적 사생활을 만족시키고 목적을 드러내는 것으로 조작될 수도 있다.

## 같이 보기
- 자기감시